# Paul Bailey
Paul Bailey (* 16. Februar 1937; † 27. Oktober 2024) war ein britischer Autor.

## Leben
Bailey war von 1956 bis 1964 als Schauspieler tätig. Danach begann er seit 1967 als Schriftsteller zu arbeiten, sein im gleichen Jahr veröffentlichter Roman At the Jerusalem erhielt den  Somerset Maugham Award und Arts Council Writers’ Award.  Mit An Immaculate Mistake: Scenes from Childhood and Beyond veröffentlichte er 1990 seine Memoiren, 2001 verfasste er mit Three Queer Lives eine Biografie. Zuletzt erschien 2022 seine zweite Gedichtsammlung Joie de vivre. Bailey hinterließ seinen Partner Jeremy Trevathan.

## Werke (Auswahl)
- 1967: At The Jerusalem – Sieger des Author’s Club First Novel Award
- 1970: Trespasses
- 1973: A Distant Likeness
- 1977: Peter Smart’s Confessions
- 1980: Old Soldiers
- 1982: An English Madam: The Life and Work of Cynthia Payne
- 1986: Gabriel’s Lament
- 1990: An Immaculate Mistake: Scenes from Childhood and Beyond
- 1993: Sugar Cane
- 1995: The Oxford Book of London
- 1997: First Love
- 1998: Kitty and Virgil
- 2000: The Stately Homo: A Celebration of the Life of Quentin Crisp
- 2001: Three Queer Lives: An Alternative Biography of Naomi Jacob, Fred Barnes and Arthur Marshall
- 2002: Uncle Rudolf
- 2003: A Dog’s Life
- 2011: Chapman’s Odyssey
- 2014: The Prince’s Boy
- 2022: Joie de vivre

## Preise und Auszeichnungen (Auswahl)
- 1974: E. M. Forster Award
- 1976: Bicentennial Fellowship
- 1978: George Orwell Prize